# Vasstarr
Vasstarr (Carex acuta) är en gräslik växt i släktet starrar och familjen halvgräs. Den har även kallats skarpstarr och haft det vetenskapliga namnet Carex gracilis.
Vasstarr har basala röd- eller svartbruna slidor, dess strån är grova, vasst kantiga och sträva. Dess mörkgröna blad är fyra till tio mm breda, långa och veka. Vid torka är de utåtrullade. Stödbladen är platta och längre än axsamlingen. Två till fyra hanax och två till sex honax som är tre till tio cm långa, kortskaftade och ofta nickande. Axfjällen som är svartbruna och spetsiga har en grön mittnerv. Fruktgömmena är 3 till 3,5 mm långa, gröna till blekgula med tydliga nerver och smal, kort näbb. Vasstarr blir från 20 till 40 cm hög och blommar från juni till juli. Hybrider med norrlandsstarr och hundstarr är rätt vanliga.

## Utbredning
Vasstarr är vanlig i Norden och återfinns i utbredda bestånd eller glesa tuvor på våt, näringsrik, lerig eller dyig mark, helst i grunt vatten, som exempelvis sjö- och åstränder, dammar, diken och alkärr. Återfinns i hela södra och mellersta Sverige, hela södra och mellersta Finland, nästan hela Danmark och i vissa områden i södra och mellersta Norge.